# Igreja Protestante Unida da Bélgica
A Igreja Protestante Unida da Bélgica -IPUB- ( em francês: Église Protestante Unie de Belgique ) é a maior denominação protestante da Bélgica, formada em 1979, pela fusão de denominações de origem reformada e metodista.

## História
O Protestantismo surgiu na Bélgica durante a Reforma Protestante. Na Contra-Reforma, as igrejas protestantes foram severamente perseguidas, mas algumas continuaram existindo.
Após a independência da Bélgica, em 1830, novas igrejas foram plantadas no país por missionários holandeses, franceses e suíços.

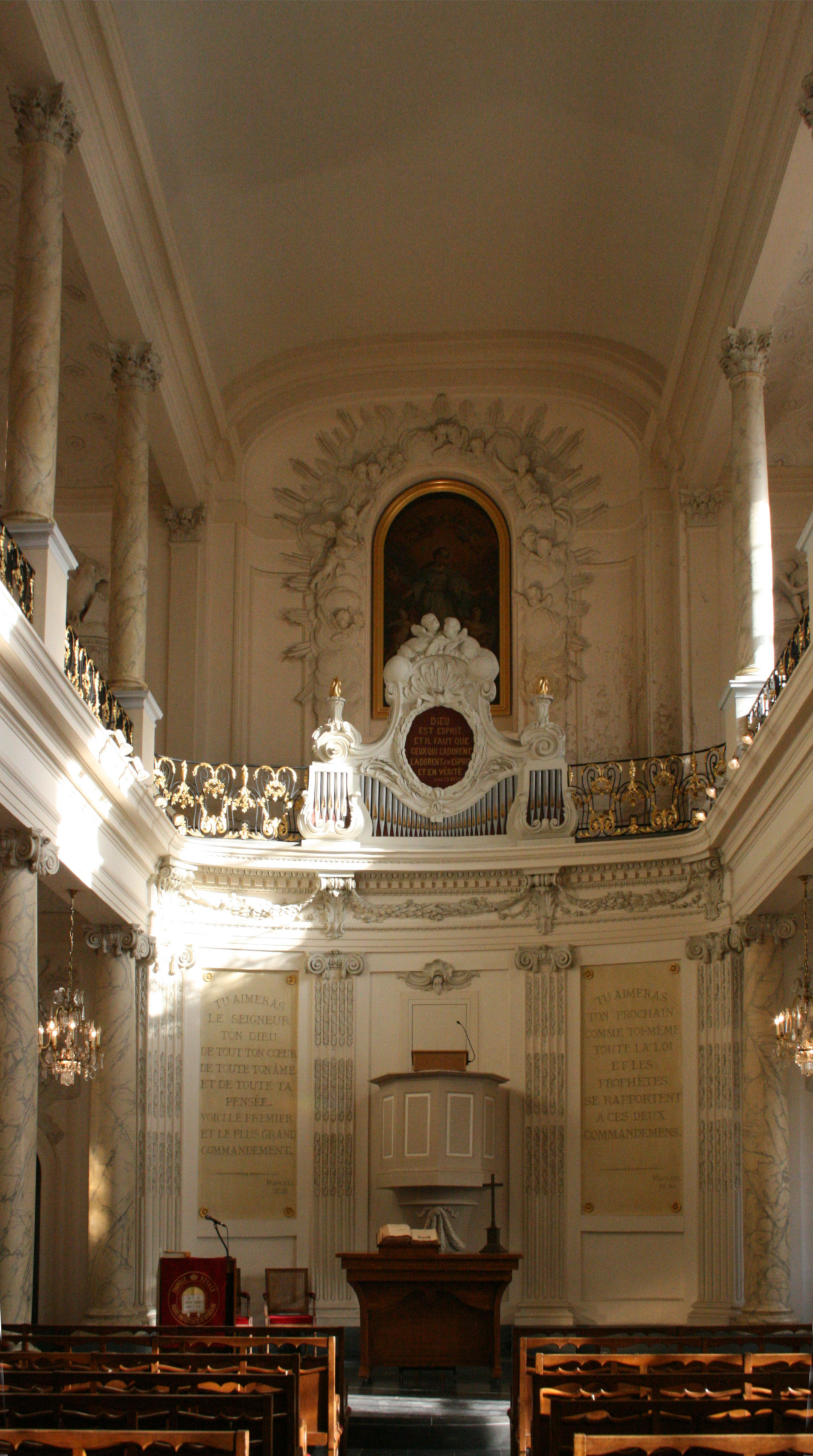
Igreja Protestante de Bruxelas (Capela Real).

Em 1969, a Igreja Evangélica Protestante da Bélgica uniu-se à Conferência Belga da Igreja Metodista Unida para formar a Igreja Protestante da Bélgica (IPB). 
Em 1971, a IPB iniciou negociações de união com a Igreja Reformada da Bélgica (fundada em 1837 como a Igreja Missionária Cristã Belga, trabalhando principalmente na Valônia, a parte francófona da Bélgica). 
Em 1979 a Igreja Protestante Unida da Bélgica (IPUB) foi formada pela fusão das denominações.
De acordo com as estatísticas da denominação, em 2014 era formada por 103 igrejas e 3.401 membros. 

## Doutrina
Por ser uma igreja unida, suas igrejas apresentam tanto a orientação calvinista quanto metodista. 
A IPUB permite a ordenação de mulheres e as bênçãos de casamentos entre pessoas do mesmo sexo.

## Relações intereclesiásticas
É membro do Conselho Mundial de Igrejas, Comunhão Mundial das Igrejas Reformadas e do Concílio Metodista Mundial.